# Automan
Automan (auch: Automan – Der Superdetektiv) ist eine US-amerikanische Serie, die von Glen A. Larson produziert wurde. Zwar wurden 13 Episoden aufgenommen, aber nur 12 wurden gesendet. Erstausstrahlung der Serie war der 15. Dezember 1983 auf dem amerikanischen Sender ABC.
Die Idee zum Superhelden Automan lässt sich auf den Kinofilm Tron zurückführen, hat aber abgesehen von optischen Ähnlichkeiten damit so gut wie keine Gemeinsamkeiten. Abgesehen vom Science-Fiction-Hintergrund handelt es sich um eine nicht ganz so ernsthafte, für die 1980er Jahre typische Krimiserie mit Humor- und Actionelementen.

## Handlung
Die Serie erzählt die Abenteuer von Automan und seinem Erfinder, dem Polizisten und Computerprogrammierer Walter Nebicher.
Walter würde gerne aktiv an der Verbrechensbekämpfung teilnehmen, doch sein Chef, Captain Boyd, pfeift ihn ständig zurück. Auch die anderen Polizisten nehmen Walter eigentlich nicht so richtig ernst. Deshalb kreiert er ein Verbrechensbekämpfungsprogramm mit einer künstlichen Intelligenz, samt Hologramm. Dieses – von Walter Automan (von Automatic Man) genannt – hat sogar die Fähigkeit den Computer zu verlassen und in der realen Welt zu interagieren und dabei Verbrechen zu bekämpfen. Dann sieht er aus wie ein normaler Mann mit menschlichem Kopf und glühendem Körper mit Schaltkreisen.
Niemand außer Walter und seiner Kollegin Roxanne weiß von Automans wahrer Natur, denn alle anderen halten ihn für einen Regierungsagenten namens Otto J. Mann.
Walter kann mit Automan verschmelzen, sodass sie zu einem Wesen werden, das die Fähigkeiten von beiden hat, wie z. B. Automans Unverwundbarkeit gegenüber Geschossen und Explosionen.
Immer an Automans Seite ist Cursor, eine frei fliegende, glühende Kugel, die alle möglichen Dinge, die Automan braucht, zeichnen und entstehen lassen kann. Wenn er Kleidung entstehen lässt, hat diese immer leuchtende Kragen oder Manschetten. Die Autos, Flugzeuge und Helikopter, die Cursor erzeugt, befolgen nicht immer die Gesetze von Raum und Zeit, so kann sein Lamborghini Countach z. B. 90° (Eck-)Kurven fahren. Auch ist Cursor der erste, der bei Programmstart aus dem Computer entsteht und anschließend Automan generiert.

## Synchronisation
Die deutsche Synchronfassung entstand bei der Arena Synchron in West-Berlin. Bernd Liebner und Michael Erdmann schrieben die Dialogbücher und führten Regie.
| Rolle             | Darsteller           | Synchronsprecher                                        |
| ----------------- | -------------------- | ------------------------------------------------------- |
| Walter Nebicher   | Desi Arnaz junior    | Nicolas Böll (1. Stimme) Udo Schenk (2. Stimme)         |
| Automan           | Chuck Wagner         | Folkert Milster                                         |
| Lt. Jack Curtis   | Robert Lansing       | Michael Chevalier (1. Stimme) Helmut Krauss (2. Stimme) |
| Captain E.G. Boyd | Gerald S. O’Loughlin | Wolfgang Völz                                           |
| Roxanne Caldwell  | Heather McNair       | Janina Richter                                          |

## Trivia
- Automan bezieht sich in manchen Ansätzen und in der Gestaltung der Effekte auf den Film Tron.
- Automan wurde laut dem Cover der DVD-Box von den Machern/Produzenten von Tron gemacht („FROM THE PRODUCERS OF TRON“ steht auf dem Cover der UK-Import-Version).
- Die Motorradszene aus „Arizonas schlimmster Sheriff“ entstammte der Serie „Ein Colt für alle Fälle“ und wurde in dieser auch genauso gezeigt.
- Die Serie wurde parallel mit der NBC-Serie Ein Fall für Professor Chase gedreht, sodass teilweise für beide Serien dieselben Sets verwendet wurden. In einer Szene von „Professor Chase“ ist Walter sogar im Hintergrund zu sehen.
- Automan war seinerzeit mit Kosten von rund 1.000.000 US-Dollar pro Folge eine der teuersten TV-Serien[3]

## Episodenliste
1. Befreiung aus dem Paradies (Automan) (Langfolge)
2. Spiel mit dem Untergang (The biggest game in town)
3. Zweikampf der Giganten (The great pretender)
4. Der Richter und die Mafia (Staying Alive while running a high Flashdance fever)
5. Reise ohne Wiederkehr (Ships in the night)
6. Mord im Musikkanal (Murder MTV)
7. Madame Russos Medium (Flashes and ashes)
8. Absturz mit Folgen (Unreasonable facsimile)
9. Diamanten und Piranhas (Club ten) (nicht ausgestrahlt)
10. Arizonas schlimmster Sheriff(Renegade run)
11. Mord, 1. Klappe (Murder, take one)
12. Der Ring der Kronzeugen (Zippers)
13. Der geheimnisvolle Rächer (Death by design)